# 突擊莉莉
《突擊莉莉》是日本AZONE INTERNATIONAL與acus所推出的媒體混合作品。

## 故事
名为「HUGE」的巨大生命体出现在近未來的地球，人类面临毁灭的危机。
於是人們开发了名为「CHARM」的决战兵器。CHARM对于十几岁的女性显现出高同步率，而能够操纵CHARM的女性被称作「莉莉（LILY）」并逐渐被视为英雄。为了对抗HUGE而成立的莉莉养成机构「GARDEN」设立于世界各地。
这是在这些GARDEN当中，以成为出色的莉莉为目标而战的少女们的故事。

## 登場角色

### 百合丘女子學院
以鐮倉府的女子學校為母體，莉莉教育的世界名校。以使用CHARM對HUGE戰鬥為中心提供相當高水平的教育和培訓，聚集了來自全世界的優秀莉莉。鐮倉府5大GARDEN之一。

#### Radgrid（一柳隊）
一柳梨璃（聲：赤尾光／同左，演員：赤尾光（舞台劇LoG・TFG・LM））
年齡：15歲 / 生日：6月19日 / 血型：A / 身高：156cm / 體重：49kg / 稀有技能：魅力感召 / 使用CHARM：岡格尼爾 Gungnir（舞台劇・動畫・小說・人偶ver1.0/2.5）、Brionac（人偶ver2.0）
1年級生（椿組）。在百合丘女子學院替補合格而入學的少女。抱持著「不懼失敗去挑戰就能夠成功」的信念，但常因過度努力而沖過頭。興趣是水晶收集，喜歡喝彈珠汽水，總會在袋裡放一瓶。
白井夢结（聲：夏吉優子／同左，演員：夏吉優子（舞台劇LoG・TFG・LM））
年齡：16歲 / 生日：4月12日 / 血型：A / 身高：163cm / 體重：48kg / 稀有技能：血月狂人 / 使用CHARM：布里歐納克 Brionac（舞台劇・動畫・人偶ver2.5）、Dainsleif（小說・人偶ver1.0）、Gram（人偶ver2.0）
2年級生（櫻組）。擁有能夠代表百合丘女子學院之實力的莉莉之一。於故事開始前2年與Huge戰鬥中與梨璃見過面並成功讓她逃離。後來因為失去了自己的守護天使川添美玲，而因此與他人保持距離，知情者稱之為「死神」。興趣是觀劇，最喜歡的飲品/食物是紅茶和辛辣食物。
楓·J·努韋爾（聲：井澤美香子／同左，演員：井澤美香子（舞台劇LoG・TFG・LM））
年齡：15歲 / 生日：1月1日 / 血型：AB / 身高：164cm / 體重：52kg / 稀有技能：主宰者 / 使用CHARM：咎瓦尤斯 Joyeuse（舞台劇・動畫）、Gungnir（人偶）、Dainsleif（小說）
1年級生（椿組）。出身於高貴富裕的家庭的才女。厭惡那些看起來不光彩的卑劣手段。喜歡拍攝可愛的女孩，收集藝術品，亦喜歡有機食物。
二川二水（聲：西本里美／同左，演員：西本里美（舞台劇LoG・TFG・LM））
年齡：15歲 / 生日：12月21日 / 血型：O / 身高：152cm / 體重：44kg / 稀有技能：鷹眼 / 使用CHARM：岡格尼爾 Gungnir
1年級生（椿組）。「莉莉宅」。擁有包括莉莉、CHARM、戰略戰術在內的廣泛知識面。與梨璃一樣是因為替補合格而進入百合丘女子學院的少女。除了LILY，喜歡水獺和收集周邊商品，喜歡的食物是丼物。
安藤鶴紗（聲：紡木吏佐／同左，演員：紡木吏佐（舞台劇LoG・TFG・LM）、矢新愛梨（舞台劇LM））
年齡：15歲 / 生日：2月13日 / 血型：O / 身高：158cm / 體重：49kg / 稀有技能：幻想視界 / 強化技能：Regenerator、Alchemy trace、連續強化補助 / 使用CHARM：提爾鋒 Tyrfing先行量產型（舞台劇・動畫）、Dainsleif（人偶ver1.0・小說）、Brionac（人偶ver1.5）
1年級生（椿組）。在以HUGE研究而聞名的多國籍企業「G.E.H.E.N.A.」長大的莉莉。興趣是摺紙，最喜歡的飲品是咖啡。
吉村氏梅（聲：岩田陽葵／同左，演員：岩田陽葵（舞台劇LoG・TFG・LM））
年齡：16歲 / 生日：7月21日 / 血型：O / 身高：156cm / 體重：45kg / 稀有技能：縮地 / 使用CHARM：順天劍 Tankiem（舞台劇・小說・動畫）、Brionac（人偶）
2年級生（櫻組）。來自越南的莉莉。興趣是繪畫（前衛的畫風），最喜歡的食物是越南料理烤肉榨粉。
郭神琳（聲：星守紗凪／同左，演員：星守紗凪（舞台劇LoG・TFG・LM））
年齡：15歲 / 生日：2月6日 / 血型：A / 身高：165cm / 體重：53kg / 稀有技能：聖約之囑 / 使用CHARM：媽祖聖札（舞台劇・動畫）、Asterion（人偶）、Dainsleif（小說）
1年級生（椿組）。王雨嘉室友，來自臺北的少女，從幼稚園開始就在百合丘女子學院的莉莉。興趣是看書（中文書籍和兵法書），經常說格言，泡澡。最喜歡的食物是肉料理。
王雨嘉（聲：遠野光／同左，演員：遠野光（舞台劇LoG・TFG・LM））
年齡：15歲 / 生日：12月21日 / 血型：AB / 身高：163cm / 體重：50kg / 稀有技能：天之秤星 / 使用CHARM：阿斯特利昂 Asterion（舞台劇・動畫・人偶）、Gungnir（小說）
1年級生（李組）。郭神琳室友，來自冰島的華裔少女，於北歐最強GARDEN畢業後就讀百合丘女子學院。在三姐妹中排行中間，在優秀的姐姐和妹妹身邊長大，因此不太自信。興趣是收集貓咪商品，最喜歡的食物是魚（亦喜歡料理），似乎亦喜歡生態缸。
姐姐為王瑞希，妹妹為王莉芬
米莉亞姆·希爾德嘉德·v·格羅皮烏斯（聲：高橋花林／同左，演員：高橋花林（舞台劇LoG・TFG・LM））
年齡：15歲 / 生日：11月25日 / 血型：AB / 身高：153cm / 體重：40kg / 稀有技能：相位超驗 / 使用CHARM：紐爾尼爾 Nyolnir（舞台劇・動畫）、Gungnir（小說）、第1世代單機能型（人偶）
1年級生（檜組）。來自德國，工廠科所屬的莉莉。興趣是機器，亦是流行動漫《Henshin Shoujo Charmy Lily》的粉絲。 最喜歡的食物是甜的食物，例如蜂蜜和膠糖蜜（白糖用水熬時加入阿拉伯橡膠製成，加入冷飲中使其變甜）。
一柳結梨（聲：伊藤美來）
使用CHARM：岡格尼爾 Gungnir
1年級生（椿組）。一柳隊在海邊調查時發現的神祕少女，真實身分為以Huge細胞培養出的人造莉莉。

#### Alfheim（亞爾夫海姆）
田中壹（聲：洲崎綾／同左）
年齡：15歲 / 生日：11月3日 / 血型：B / 身高：161cm / 體重：48kg / 稀有技能：此世之理 / 子技能：軍神加護、狂亂之鬪 / 使用CHARM：Brionac（動畫）、Aroundight
1年級生（椿組班長）。Alfheim二代隊長。江川樟美室友。出身於輩出高級官僚和政府高官的名門，律己律人，性格好勝。
天野天葉（聲：津田美波／同左）
年齡：16歲 / 生日：10月27日 / 血型：O / 身高：158cm / 體重：50kg / 稀有技能：日光領域S / 使用CHARM：Fragarach（小說）、Gram（人偶・動畫）
2年級生（藤組）。江川樟美的守護天使。與番匠谷依奈為室友。
江川樟美（聲：原田彩楓／同左）
年齡：15歲 / 生日：3月27日 / 血型：AB / 身高：154cm / 體重：47kg / 稀有技能：幻想視界 / 使用CHARM：Laevateinn、Ipetam、Brionac（人偶）、Gungnir（動畫）
1年級生（椿組）。
遠藤亞羅椰（聲：關根明良／同左）
年齡：15歲 / 生日：4月25日 / 血型：AB / 身高：165cm / 體重：56kg / 稀有技能：相位超驗 / 使用CHARM：Asterion（動畫）
1年級生（李組）。與森辰姫為室友。
森辰姬（聲：三川華月 ／同左）
年齡：15歲 / 生日：7月22日 / 血型：B / 身高：163cm / 體重：49kg / 稀有技能：血月狂人 / 使用CHARM：Tyrfing（動畫）
1年級生（檜組）。強化莉莉。
金箱彌宙（聲：廣瀨有紀／同左）
年齡：15歲 / 生日：10月2日 / 血型：A / 身高：153cm / 體重：45kg / 稀有技能：主宰者 / 使用CHARM：Asterion（動畫）
1年級生（杉組）。是個莉莉宅（CHARM及戰術方面）。
高須賀月詩（聲：前島亞美／同左）
年齡：15歲 / 生日：6/21 / 血型：O / 身高：157cm / 體重：43kg / 稀有技能：圓環之御手 / 使用CHARM：Gungnir（動畫）
1年級生。
渡邊茜（聲：茅野愛衣（遊戲））
年齡：16歲 / 生日：8月11日 / 血型：O / 身高：163cm / 體重：53kg / 稀有技能：聖約之囑 / 使用CHARM：Bruncvík、Asterion（動畫）
2年級生。高須賀月詩的守護天使。
番匠谷依奈（聲：立花理香／同左）
年齡：16歲 / 生日：1月11日 / 血型：A / 身高：158cm / 體重：48kg / 稀有技能：圓環之御手 / 子技能：軍神加護 / 使用CHARM：Mimming（小說）、Gullfaxis（小說）、Gram（人偶）、Asterion（動畫）、Einherjar（小說）
2年級生。
槇若菜
年齡：17歲 / 稀有技能：主宰者 / 使用CHARM：Megingjörð（專屬機）
3年級生。天野天葉的守護天使。與岡田綺更為室友。
岡田綺更
年齡：17歲 / 稀有技能：芝諾悖論 / 使用CHARM：Hǫfuð（專屬機）
3年級生。番匠谷依奈的守護天使。別稱「吸血姬」。強化莉莉。
毛綱 乃彩
年齡：16歲 / 稀有技能：魅力感召 / 子技能：狂亂之閾 / 使用CHARM：Gambanteinn（專屬機）
2年級生。

#### Reginleif（水夕會）
工藤朔愛
年齡：15歲 / 稀有技能：主宰者 / 使用CHARM：Mistilteinn（專屬機）
1年級生（椿組）。Reginleif隊長。1年級生「三公主」之一。
六角汐里（聲：高橋李依）
年齡：15歲 / 生日：4月15日 / 血型：O / 身高：154cm / 體重：47kg / 稀有技能：圓環之御手 / 使用CHARM：Tyrfing、Charlemagne、Blutgang、Dainsleif（人偶・小說）、Dainsleif Carbine（小說）
1年級生（椿組）。Reginleif副隊長。別稱「不動劍的公主」。
田村那岐（聲：三浦千幸）
年齡：17歲 / 生日：9月13日 / 稀有技能：芝諾悖論 / 使用CHARM：Gungnir（動畫）
3年級生。
谷口聖
年齡：16歲 / 生日：3月21日 / 血型：O / 身高：162cm / 體重：52kg / 稀有技能：幻想視界/ 使用CHARM：Balmung、Gungnir（動畫）
2年級生。六角汐里的守護天使。別稱「百合丘的戀人」。
泉牡丹
年齡：16歲 / 生日：4月2日 / 血型：A / 身高：155cm / 體重：43kg / 稀有技能：主宰者 / 子技能：虹之軌跡
2年級生。工藤朔愛的守護天使。自稱是谷口聖的對手。
牛田琶月
年齡：15歲 / 身高：161cm / 稀有技能：日光領域 / 子技能：軍神加護、約定之領域 / 使用CHARM：Thor's Hammer
1年級生（李組）。六角汐里的室友。跟六角汐里是從小就認識的親友。
原美土莉
年齡：15歲 / 稀有技能：魅力感召 / 使用CHARM：Nothung
1年級生（椿組）。
新家和香
年齡：16歲 / 稀有技能：幻想視界
2年級生。初代Alfheim成員。與谷口聖為室友。
熊谷那由流
年齡：15歲 / 稀有技能：勇氣加護
1年級生（椿組）。
磯崎美花
年齡：15歲 / 稀有技能：日光領域
1年級生（李組）。
黛安娜·庫哈斯
年齡：15歲 / 稀有技能：主宰者
1年級生。強化莉莉。

蘆原木乃實
年齡：16歲 / 稀有技能：血月狂人
2年級生。
有馬充音
年齡：15歲 / 稀有技能：縮地
1年級生（李組）。莉莉宅。

#### Lohengrin
立原紗癒（聲：根本京里）
年齡：15歲 / 稀有技能：主宰者
1年級生（櫻組）。Lohengrin隊長。現役最高技能值紀錄保持人。與倉又雪陽為青梅竹馬。1年級生「三公主」之一。
竹腰千華
年齡：16歲 / 稀有技能：主宰者 / 使用CHARM：Tyrfing（動畫）
2年級生。初代Alfheim隊長。現為Lohengrin所屬。立原紗癒的守護天使。別稱「軍神」、「如神者」。
妹島廣夢（聲：佐伯伊織）
年齡：15歲 / 稀有技能：此世之理
1年級生（櫻組）。
倉又雪陽（聲：M・A・O）
年齡：15歲 / 生日：5月1日 / 稀有技能：幻想視界
1年級生（櫻組）。
青木夏帆
年齡：16歲 / 稀有技能：相位超驗 / 使用CHARM：Gram
2年級生。初代Alfheim成員。妹島廣夢的守護天使。強化莉莉。
坂樺埜
1年級生（李組）。與明石愛華約定過締結守護天使契約。
西澤真子
年齡：15歲 / 稀有技能：天之秤星
1年級生。
境澤奈留
2年級生。
辰野日美子
年齡：15歲 / 稀有技能：此世之理
1年級生（李組）。
杉浦穗澄
年齡：17歲 / 稀有技能：鷹眼
鷹眼的S級保持者。
林薰
3年級生。學生宿舍新館舍長。初代Alfheim隊長。竹腰千華的守護天使。
福屋真亞沙

#### Eir（秦祀隊）
秦祀（聲：田中那實，演員：田中那實（舞台劇LM））
年齡：16歲 / 生日：7月12日 / 稀有技能：芝諾悖論 / 使用CHARM：Gungnir（動畫）
2年級生（櫻組）。白井夢結室友。百合丘女子學院三役（3名學生會長）中的Ortlinde代理。Eir隊長。
木村雅月
年齡：16歲 / 稀有技能：Z / 使用CHARM：Gungnir（動畫）
2年級生。秦祀隊參謀。工廠科。強化莉莉。
高崎遙禮
年齡：15歲 / 稀有技能：此世之理 / 子技能：虹之軌跡
1年級生。
內藤羽那乃
年齡：15歲 / 稀有技能：血月狂人
1年級生。
藤村龍佳
1年級生（李組）。
莫妮卡·羅西
年齡：15歲 / 稀有技能：魅力感召 / 子技能：軍神加護
1年級生（李組）。Eir司令塔。出生於義大利。
櫻井葉月
年齡：15歲 / 稀有技能：主宰者
1年級生（李組）。
瑞吉兒·德·穆霍
1年級生（李組）。出生於法國。
武田光未
年齡：16歲 / 稀有技能：天之秤星 / 子技能：軍神加護
2年級生。Eir副將。別稱「黑衣宰相」。

#### Schwarz Grail
伊東閑（聲：七瀨彩夏）
年齡：15歲 / 稀有技能：主宰者 / 使用CHARM：Gungnir（動畫）
1年級生（椿組）。Schwarz Grail的隊長。從小就被做為未來的人上人被扶養長大。一柳梨璃的室友。1年級生「三公主」之一。與相模女子的伊東苗陽為異母姊妹。
內田真悠理（聲：櫻川惠）
年齡：16歲 / 稀有技能：聖約之囑 / 使用CHARM：Durandal、Tyrfing T型（動畫）
2年級生（藤組）。百合丘女子學院三役（3名學生會長）中的Ziegrune。與劍持乃子為室友。
劍持乃子
年齡：16歲 / 稀有技能：主宰者 / 子技能：約定之領域
2年級生。學生宿舍舊館舍長。伊東閑的守護天使。
保須田琴子
1年級生（椿組）。
山本美玲
1年級生（椿組）。
沙羅·史坦肯施奈德
年齡：15歲 / 稀有技能：Z
1年級生（椿組）。
前川樹奈
年齡：15歲 / 稀有技能：幻想視界
1年級生。代代侍奉伊東家家庭的女兒，稱呼伊東閑為大小姐。
高橋耶依
年齡：15歲 / 稀有技能：圓環之御手
1年級生。Schwarz Grail吉祥物般的存在。
村野心
年齡：15歲 / 稀有技能：日光領域
1年級生。

#### Rossweisse
羅莎琳德·弗里德貢德·馮·奧托（聲：綾瀨有）
年齡：17歲 / 生日：5月24日 / 稀有技能：相位超驗 / 強化技能：Regenerator、Aether body / 使用CHARM：Asterion（動畫）
3年級生。石上碧乙的守護天使。
北河原伊紀
年齡：15歲 / 稀有技能：Z / 強化技能：Regenerator、Alchemy trace
1年級生（李組）。Rossweisse隊長。強化莉莉。
石上碧乙
年齡：16歲 / 稀有技能：幻想視界 / 強化技能：Auto heel、Enhancement / 使用CHARM：Asterion（動畫）
2年級生。Rossweisse副隊長。北河原伊紀的守護天使。別稱「玻璃的天才」。強化莉莉。
山田早綠
1年級生（椿組）。強化莉莉。
安井諒
1年級生（椿組）。強化莉莉。
小野木瑳都
1年級生（李組）。強化莉莉。與北河原伊紀為室友。
大島水蓮
年齡：16歲 / 強化技能：4種
2年級生。強化莉莉。
後藤嵯紅羅
強化莉莉。出生於關西。
金田 陽穗
1年級生。強化莉莉。

#### Sanngridr
長谷部冬佳
年齡：16歲 / 生日：10月28日 / 血型：A / 身高：160cm / 體重：49kg / 稀有技能：日光領域 / 使用CHARM：Einherjar、Vampire
2年級生。與竹腰千華為室友。露易絲·英格斯的守護天使。
近藤貞花
2年級生。Sainngridr隊長。黑川·納迪·絆奈的守護天使。村上常盤的護佑之子。
木子都都里
年齡：16歲 / 稀有技能：日光領域
2年級生。Sanngridr副隊長。與今川譽為室友。
今川譽
年齡：16歲 / 身高：154cm / 稀有技能：圓環之御手 / 使用CHARM：Asterion（動畫）
2年級生。別稱「聖學的劍聖」。清家知世的守護天使。
村上常盤
年齡：17歲 / 稀有技能：天之秤星 / 使用CHARM：Marte
3年級生。近藤貞花的守護天使。
清家知世
年齡：15歲 / 稀有技能：聖約之囑 Testament
1年級生。今川譽的護佑之子。
山梨日羽梨
年齡：16歲 / 身高：158cm / 稀有技能：主宰者 / 使用CHARM：Tyrfing（動畫）
2年級生。別稱「Sanntdridr的魔術師」。
黑川·納迪·絆奈
年齡：15歲 / 身高：154cm / 稀有技能：幻想視界 / 子技能：Regenerator
1年級生（椿組）。強化莉莉。近藤貞花的護佑之子。
露易絲·英格斯
年齡：15歲 / 稀有技能：主宰者 Register / 子技能：Magi Reflector、Enhancement / 使用CHARM：Járngreipr試作機
1年級生（椿組）。強化莉莉。出生於丹麥。別稱「金狼」。長谷部冬佳的護佑之子。
鐵川兔愛
年齡：15歲 / 稀有技能：相位超驗
1年級生。Sanngridr的替補成員。

#### Sigrdrifa
遠野捺輝
年齡：16歲 / 稀有技能：圓環之御手
2年級生。Sigurdriva隊長。別稱「Sigurdriva的白龍」。出生於英國的歸國子女。
大角梓氣
2年級生。Sigurdriva副隊長。別稱「Sigurdriva的黑龍」。

#### Vingólf
山崎明伽
年齡：18歲 / 身高：160cm / 稀有技能：相位超驗
3年級生。百合丘女子學院三役（3名學生會長）中的Ortlinde。
原是出江史房的守護天使，由於受重傷導致明伽留級，守護天使的契約也被解除。但在正式場合以外史房還是以「明伽姐姐大人」稱呼她，兩人的羈絆並未消失。
由於現在受傷而脫離前線，秦祀擔任了Ortlinde的代理。
荒川仁深
年齡：17歲
3年級生。Vingólf司令塔。
柳澤綾子
年齡：17歲 / 稀有技能：芝諾悖論 / 子技能：軍神加護
3年級生。Vingólf副隊長。

#### Brynhildr
出江史房（聲：長妻樹里）
年齡：17歲 / 生日：3月9日 / 血型：O / 身高：164cm / 體重：54kg / 稀有技能：此世之理 / 使用CHARM：Asterion（動畫）
3年級生。Brynhildr隊長。百合丘女子學院三役（3名學生會長）中的Brunhild。
梵中
年齡：17歲 / 稀有技能：幻想視界
3年級生。學生會成員。
片山珠花
年齡：15歲 / 稀有技能：相位超驗
1年級生（李組）。傳聞可能成為出江史房的護盾。
中村翼芽
年齡：16歲 / 稀有技能：芝諾悖論
2年級生。作為白井夢結的對手而有名。
愛麗賈·里伯斯金
年齡：15歲 / 稀有技能：主宰者
1年級生（李組）。
光井晃
年齡：17歲 / 稀有技能：芝諾悖論
3年級生。與出江史房為室友。
谷尻雫
3年級生。

#### Geiravör
菊竹凜花
年齡：15歲 / 稀有技能：芝諾悖論
1年級生（李組）。
丹下朋智
年齡：15歲 / 稀有技能：幻想視界
1年級生（李組）。
車谷佳寧
年齡：17歲 / 稀有技能：主宰者
3年級生。Geiravör隊長。

#### Schwertleite
隈綾音
Schwertleite隊長。
多田紫惠樂
年齡：16歲 / 生日：3月24日 / 身高：154cm / 稀有技能：圓環之御手
Schwertleite副隊長。強化莉莉。

#### Herfjotur
吉田鳳蝶
年齡：17歲 / 身高：164cm / 稀有技能：日光領域
現任Var（百合丘女學院倫理道德學習會議長）。Herfjotur隊長。境澤奈留的守護天使。
池田好吟
身高：172cm
在一流莉莉中身高相當高。有與天野天葉不相上下的高運動能力。
左光加
1年級生（李組）。

#### Víðópnir
篠原宥雪
1年級生（杉組）。工廠科。
仰木六花
1年級生（杉組）。工廠科。
瀧月白
1年級生（杉組）。工廠科。
茶谷真白
1年級生（杉組）。工廠科。
高松檸檬
1年級生（杉組）。工廠科。
淺田須美
1年級生（杉組）。工廠科。
坂倉莉澄
年齡：15歲 / 稀有技能：主宰者
1年級生（杉組）。工廠科。
進來鴇羽
1年級生（杉組）。工廠科。
小嶋心春
1年級生（杉組）。工廠科。

#### Ginnungagap
曾野真央
年齡：16歲 / 稀有技能：芝諾悖論 / 子技能：Stealth
2年級生。Ginnungagap隊長。

#### 其他學生
真島百由（聲：水瀨祈／同左）
年齡：16歲 / 生日：9月19日 / 血型：O / 身高：164cm / 體重：52kg / 稀有技能：此世之理 / 使用CHARM：零式御蓋（小說）、長射程高出力砲（試作機）（小說）、Asterion（動畫・娃娃ver1.5）、第1世代單機能型（娃娃ver1.0）
百合丘女子學院工廠科2年級生（檜組）。米莉亞姆的守護天使。
川添美鈴（聲：川澄綾子）
生日：7月3日 / 血型：AB / 使用CHARM：Dainsleif（小說）、Brionac（動畫）
白井夢結的守護天使。初代Alfheim成員。已戰死。
明石愛華
年齡：16歲 / 使用CHARM：Gram
2年級生。初代Alfheim成員。目前下落不明。
妻木奈摘
2年級生。新聞部部長。
三分一千草
1年級生（杉組）。工廠科。
野田雨莉
年齡：17歲 / 稀有技能：Uberzain
3年級生。工廠科。強化莉莉。
早川彌宏
2年級生（櫻組）。
增澤湖都
1年級生（杉組）。
立石冴冬
1年級生（杉組）。工廠科。

#### 百合丘女子學院教師
吉阪凪紗
稀有技能：此世之理 / 使用CHARM：零式御蓋、Svisril、Gungnir prototype
1年椿組的教導官。收養了失去家人變得孤苦無依的六角汐里。
雪莉絲·雅各布森
稀有技能：血月狂人
保健醫兼教導官。百合丘女子學院特別宿舍的支配人。
高松咬月（聲：中田讓治）
百合丘女子學院代理理事長。
高松祇惠良
百合丘女子學院理事長。據說是一個美人。因發動Huge技能的關係，獲得了魔力不會減少及肉體不會老化的能力。自身是強化莉莉所以知道強化莉莉的痛苦，為了不讓有人和她一樣便創立了百合丘。
因為身體狀況不安定的原因，所以百合丘的運營全權交給弟弟高松咬月負責。

### 私立露朵比可女子學院
位於東京新宿御苑的能手教會系GARDEN。東京御三家之一。主要負責下北澤等東京西部地區。到現在的3年級一代為止都以東京最強而自豪，尤其擅長與HUGE一對一、被稱為「Duel」的戰鬥，投身於激烈戰鬥的莉莉很多。

#### 私立露朵比可女子學院學生
岸本·露琪亞·來夢（聲：宮瀨玲奈（遊戲），演員：前田美里（露朵女版 vol.1 - 3）、粟津麻依（露朵女版 vol.4 - 5）、宮瀨玲奈（舞台劇TFG・LM・vol.1 - 2再演版、花奈澪（vol.1再演版））
年齡：15歲 / 生日：12月15日 / 身高：146cm / 體重：秘密 / 稀有技能：魅力感召 / 子技能：Invisible One / 使用CHARM：Asterion（舞台劇・遊戲）、Gungnir Carbine（人偶）
1年級生。與福山·貞德·幸惠締結「Schwester」契約。岸本·瑪莉亞·未来的妹妹。強化莉莉。
一之宮·米卡艾拉·日葵（演員：栞菜（露朵女版 vol.1 - 3）、西本梨美（露朵女版 vol.5・vol.1 - 2再演版）、花奈澪（vol.1再演版））
年齡：16歲 / 生日：9月29日 / 身高：158cm / 體重：秘密 / 稀有技能：主宰者 / 子技能：虹之軌跡 / 使用CHARM：Mcabuin、Dainsleif Carbine
2年級生。Temple Legion隊長。與鳴海·克拉拉·優子締結「Schwester」契約。
福山·貞德·幸惠（聲：中村裕香里（遊戲），演員：中村裕香里（露朵女版 vol.1 - 2、4 - 5、舞台劇LoG・TFG・LM・vol.1 - 2再演版）、石井陽菜（露朵女版 vol.3））
年齡：16歲 / 生日：4月22日 / 身高：163cm / 血型：O / 體重：秘密 / 稀有技能：圓環之御手 / 子技能：虹之軌跡、軍神加護 / 使用CHARM：Fierbois、Charlemagne SP、Dainsleif Carbine
2年級生。Ironside隊長。別稱「La. Pucelle」。
天宮·蘇菲亞·聖戀（聲：星守紗凪（遊戲），演員：緒方もも（露朵女版 vol.1）、星守紗凪（露朵女版 vol.2 - 5・vol.1 - 2再演版））
年齡：15歲 / 生日：5月25日 / 身高：秘密 / 體重：秘密 / 稀有技能：此世之理 / 使用CHARM：Dainsleif Carbine（舞台劇・人偶）
1年級生。與岸本·露琪亞·來夢為青梅竹馬。與黑木·法蘭西斯卡·百合亞締結「Schwester」契約。
黑木·法蘭西斯卡·百合亞（聲：梅原サエリ（遊戲），演員：未濱杏梨（露朵女版 vol.1）、安藤遙（露朵女版 vol.2 - 4）、梅原サエリ（露朵女版 vol.5・舞台劇TFG・vol.1 - 2再演版））
年齡：16歲 / 生日：3月9日 / 稀有技能：聖約之囑 / 子技能：Whole Order / 強化技能：Regenerator / 使用CHARM：Adelring（舞台劇）、Dainsleif Carbine（人偶）
2年級生。強化莉莉。
立花·特蕾吉亞·渚（演員：白河優菜（露朵女版 vol.2 - 5）、石井陽菜（vol.1 - 2再演版））
年齡：16歲 / 生日：5月13日 / 血型：B / 稀有技能：天之秤星 / 子技能：聖域轉換、虹之軌跡 / 使用CHARM：Gungnir Carbine SP
2年級生。Temple Legion副隊長。曾在北歐最強GARDEN「Heimsklingla Tradgard」留學過，但因聽聞親友瀨戶·貝洛妮卡·一花受重傷而回國。與寶城·莫妮卡·朝妃締結「Schwester」契約。
松永·布里吉塔·佳世（聲：大瀧紗緒里（遊戲），演員：緒方有里沙（露朵女版 vol.1 - 5・舞台劇LoG）、大瀧紗緒里（vol.1 - 2再演版））
年齡：16歲 / 生日：2月2日 / 血型：AB / 稀有技能：血月狂人 / 使用CHARM：Dainsleif Carbine
2年級生。與長谷川·卡布莉艾拉·鶇締結「Schwester」契約。是個莉莉宅。
鳴海·克拉拉·優子（演員：さいとう雅子（露朵女版 vol.1 - 3）、夏目愛海（露朵女版 vol.5）、一本鎗希華（vol.1 - 2再演版））
年齡：15歲 / 生日：8月15日 / 身高：151cm / 體重：秘密 / 稀有技能：芝諾悖論 / 使用CHARM：Gungnir Carbine
1年級生。
寶城·莫妮卡·朝妃（演員：江藤彩也香（露朵女版 vol.2）、廣澤麻衣（露朵女版 vol.3 - 5）、山﨑悠稀（vol.1 - 2再演版））
年齡：15歲 / 生日：8月27日 / 血型：B / 稀有技能：此世之理 / 使用CHARM：Dainsleif Carbine
1年級生。
佐野·瑪奇露塔·心（演員：藤堂光結（露朵女版 vol.1 - 5）、清水凜（vol.1 - 2再演版））
年齡：16歲 / 生日：3月14日 / 血型：A / 稀有技能：縮地 / 子技能：Stealth / 使用CHARM：Gungnir Carbine
2年級生。與羽田·凱特琳娜·芽衣締結「Schwester」契約。
瀨戶·貝洛妮卡·一花（演員：土山茜（露朵女版 vol.1）、小野瀬みらい（露朵女版 vol.3）、七海とろろ（露朵女版 vol.5・vol.1 - 2再演版））
年齡：16歲 / 生日：2月4日 / 血型：O / 稀有技能：日光領域 / 子技能：軍神加護
2年級生。原Temple Legion副隊長。與學姊野坂·賈桂琳·風音及學妹佐伯·茱莉亞·花蓮締結「Schwester」契約。
羽田·凱特琳娜·芽衣（演員：夏目愛海（露朵女版 vol.3・人狼版 I）、遠野光（露朵女版 vol.4）、柴田茉莉（露朵女版 vol.5）、湯田陽花（vol.1 - 2再演版））
年齡：15歲 / 生日：11月25日 / 血型：O / 稀有技能：芝諾悖論 / 使用CHARM：Dainsleif Carbine
1年級生。
長谷川·卡布莉艾拉·鶇（演員：長橋有沙（露朵女版 vol.1 - 5・舞台劇TFG）、西田有愛（vol.1 - 2再演版））
年齡：15歲 / 生日：9月20日 / 血型：O / 稀有技能：勇氣加護 / 使用CHARM：Gungnir Carbine
1年級生。
高取·娜塔莉·永遠（演員：手島沙樹（露朵女版 vol.4 - 5））
年齡：17歲 / 稀有技能：日光領域
3年級生。
佐伯·茱莉亞·花蓮（演員：小菅怜衣（露朵女版 vol.1 - 5・再演版vol.1 - 2））
年齡：15歲 / 生日：4月10日 / 血型：O / 稀有技能：主宰者 / 使用CHARM：Dainsleif Carbine
1年級生。與瀨戶·貝洛妮卡·一花締結「Schwester」契約。
花丘·安吉拉·萌（演員：水月桃子（露朵女版 vol.1）、仲野りおん（露朵女版 vol.5）、岩倉あずさ（vol.1 - 2再演版））
年齡：15歲 / 生日：1月28日 / 血型：A / 稀有技能：幻想視界 / 使用CHARM：Gungnir Carbine
1年級生。
李·克莉絲蒂娜·思思（演員：河合柚花（露朵女版 vol.4）、はぎのりな（露朵女版 vol.5））
年齡：17歲 / 稀有技能：Ubersein / 子技能：Whole Order / 使用CHARM：Dainsleif Carbine（舞台劇）
3年級生。
永瀨·瑪爾妲·乃乃花（演員：長谷川愛紗（露朵女版 vol.1）、朝比奈南（露朵女版 vol.3）、沖あすか（露朵女版 vol.5、vol.1 - 2再演版））
年齡：15歲 / 生日：7月29日 / 血型：O / 稀有技能：未覺醒
1年級生。
戶田·尤拉莉亞·琴陽（演員：田上真里奈（舞台劇LoG・TFG・LM））
年齡：15歲 / 稀有技能：芝諾悖論 / 子技能：Magi reflector /使用CHARM：Gungnir Carbine（舞台劇LoG・TFG・漫畫）、Triglav（舞台劇LM）
1年級生。出生於山梨縣，強化莉莉。芝諾悖論 Zenon Paradoxa的S級保持者。
鈴城·凱特琳娜·雅（演員：長谷川美月（露朵女版 vol.1））
1年級生。
夏目·伊莉莎白·惠真（演員：飯田菜々（露朵女版 vol.1））
1年級生。
仁科·伊莉莎白·音羽（演員：池内理紗（露朵女版 vol.2））
1年級生。
矢神·凱特琳娜·真尋（演員：松尾繪瑠夢（露朵女版 vol.2））
1年級生。
朝比奈·愛葛妮絲·風花（演員：二宮響子（露朵女版 vol.2））
1年級生。
加賀美·愛葛妮絲·美央（演員：藤井彩加（露朵女版 vol.3））
1年級生。
五十嵐·貝爾納黛特·菫（演員：伊藤みのり（露朵女版 vol.3））
1年級生。
山吹·伊莉莎白·惠都（演員：荒井杏子（露朵女版 vol.3））
1年級生。
堀江·阿加塔·雪乃（演員：石川純（露朵女版 vol.3））
1年級生。
平野·麗特薇娜·小春（演員：大條瑞希（人狼版 I））
年齡：17歲 / 稀有技能：此世之理
3年級生。
藤元·巴爾比納·乙女（演員：木下美優（人狼版 I））
年齡：16歲 / 稀有技能：縮地
2年級生。
源·阿加塔·真珠（演員：楠世蓮（人狼版 I））
年齡：17歲 / 稀有技能：相位超驗
3年級生。
菊池·格特爾德·杏（演員：竹本茉莉（人狼版 I））
年齡：17歲 / 稀有技能：天之秤星
3年級生。
茜·瑪格麗塔·理紬（演員：七海とろろ（人狼版 II））
年齡：16歲 / 稀有技能：芝諾悖論 / 使用CHARM：Gungnir Carbine
2年級生。
宇佐美·金柏莉·瑠衣（演員：はぎのりな（人狼版 II））
年齡：17歲 / 稀有技能：鷹眼
3年級生。
小早川·海倫娜·佳子（演員：横島亜衿（人狼版 I））
年齡：16歲 / 子技能：聖域轉換、Whole Order
2年級生。
的場·希薇爾·木葉（演員：水萌みず（人狼版 II））
年齡：15歲 / 稀有技能：未覺醒
1年級生。
栗山·柯萊塔·綾菜（演員：大瀧沙緒里（人狼版 II））
年齡：16歲 / 稀有技能：此世之理
2年級生。
辻浦·普莉斯卡·美美（演員：仲野りおん（人狼版 II））
年齡：15歲 / 稀有技能：未覺醒
1年級生。
江原·喬安娜·結乃（演員：梅原サエリ（人狼版 II））
年齡：16歲 / 稀有技能：Uberzain
2年級生。
寺崎·吉塔·玲央奈（演員：佐藤望美（人狼版 II））
年齡：15歲 / 稀有技能：勇氣加護
1年級生。
清水·貝爾納黛特·日和（演員：桜井理衣（人狼版 II））
年齡：16歲 / 稀有技能：相位超驗
2年級生。
水川·卡羅爾·花（演員：前枝野乃加（人狼版 II））
年齡：17歲 / 稀有技能：天之秤星
3年級生。
島·艾琳·真白（演員：水月桃子（人狼版 II））
年齡：16歲 / 稀有技能：芝諾悖論
2年級生。
富士野·提奧多拉·美都（演員：結城美優（人狼版 II））
年齡：16歲 / 稀有技能：相位超驗
2年級生。
鈴內·蕾亞·里佳子（演員：池内理紗（人狼版 II））
年齡：17歲 / 稀有技能：天之秤星
3年級生。
海堂·綺拉·千秋（演員：內多優（人狼版 II））
年齡：17歲 / 稀有技能：日光領域
3年級生。
渡瀨·奧麗佛·小百合（演員：佐野禮奈（人狼版 II））
年齡：16歲 / 稀有技能：Uberzain
2年級生。
近藤·葆拉·夏希（演員：白木悠吏阿（人狼版 II））
年齡：15歲 / 稀有技能：未覺醒
1年級生。
神樂坂·塔蒂安娜·琴子（演員：神村風子（人狼版 II））
年齡：16歲 / 稀有技能：縮地
2年級生。
矢崎·蘿西娜·真弓（演員：東城咲耶子（人狼版 II））
年齡：17歲 / 稀有技能：鷹眼
3年級生。
野坂·賈桂琳·風音（演員：小野瀬みらい（露朵女版 vol.5））
年齡：17歲 / 稀有技能：此世之理 / 子技能：軍神加護
3年級生。
岸本·瑪莉亞·未來（聲：みうらりょうこ（露朵女版 vol.1），演員：森本未來（露朵女版 vol.2）、黑原優梨（露朵女版 vol.3）、粟津麻依（vol.1 - 2再演版））
年齡：17歲 / 生日：9月11日 / 血型：A / 稀有技能：相位超驗 / 子技能：狂亂之閾
3年級生。已戰死。

#### 私立露朵比可女子學院教師
小阪·阿娜斯塔西亞·涼子（演員：木村若菜、遠藤三貴（vol.1 - 2再演版））
稀有技能：Z / 子技能：聖域轉換、千里眼 / 使用CHARM：Gungnir（舞台劇）
修女。
泉·蘿莎·莉奈（演員：今吉めぐみ、楠世蓮（vol.1 - 2再演版））
年齡：15歲 / 生日：4月15日/ 血型：A / 稀有技能：鷹眼 / 子技能：魔眼、Whole Order / 使用CHARM：Dainsleif（舞台劇）
修女兼教導官。
海堂·碧翠絲·千春（演員：內多優）
稀有技能：天之秤星 / 強化技能：聖域轉換、軍神加護
修女。
真壁·梅拉尼婭·小夜子（演員：酒井栞）
稀有技能：主宰者 / 強化技能：Stealth、虹之軌跡
修女。
取手·蘇珊娜·麗香（演員：嘉陽愛子 ）
稀有技能：日光領域 / 強化技能：Whole Order、Invisible One
修女。
清川·艾絲特·詩織（演員：横山可奈子）
稀有技能：Uberzain
修女。
阿久津·路西法·魔妖（演員：桜木さやか）
稀有技能：天之秤星 / 強化技能：Invisible One、Whole Order、狂亂之閾、聖域轉換
特別教導官。

### 御台場女學校
位於東京御台場，東京御三家之一。包括身體及精神方面，從幼兒園起就在接受斯巴達式教育。對「劍」的執著特別强烈，西洋劍術和格鬥術等為必修科目，每人在入學時都會分發一把名為Yotunschwert的第1世代CHARM。

#### Hronesness
船田純（聲：石井陽菜（遊戲），演員：石井陽菜（舞台劇LoG・TFG・LM・御台場女學校篇））
年齡：16歲 / 生日：12月25日 / 身高：163cm / 稀有技能：血月狂人 / 子技能：虹之軌跡、Awakening、Whole Order、Invisible One / 使用CHARM：Dainsleif（舞台劇LoG）、Dainsleif Marksman先行量產型（舞台劇TFG）、Hrunting（人偶・漫畫・舞台劇御台場篇・遊戲）、Jotunschwert
2年級生。Hronesness隊長。船田初的雙胞胎妹妹。別稱「狂亂的姬巫女」。
船田初（聲：西葉瑞希（遊戲），演員：西葉瑞希（舞台劇LoG・TFG・LM・御台場女學校篇））
年齡：16歲 / 生日：12月25日 / 身高：163cm / 稀有技能：血月狂人 / 子技能：軍神加護、虹之軌跡、聖域轉換、Awakening / 使用CHARM：Gungnir Carbine（舞台劇LoG、TFG）、Nailling（人偶・漫畫・舞台劇御台場篇・遊戲）、Jotunschwert
2年級生。Hronesness副隊長。船田純的雙胞胎姐姐。別稱「台場的白魔女」。
司馬燈（演員：富田麻帆（舞台劇TFG）、野元空（御台場女學校篇））
年齡：15歲 / 生日：8月30日 / 稀有技能：魅力感召→拉普拉斯 / 子技能：Awakening / 強化技能：Regenerator、Enhancement / 使用CHARM：Vinst Lilie、Jotunschwert
1年級生。強化莉莉。別稱「鞍馬的女天狗」。
川端螢（演員：廣澤麻衣（御台場女學校篇））
年齡：16歲 / 生日：12月2日 / 稀有技能：圓環之御手 / 使用CHARM：Beagnoth Seax、Jotunschwert、Charlemagne、Tyrfing
2年級生。別稱「岬之聖花」。
梢·威斯特（演員：有澤澪風（御台場女學校篇））
年齡：15歲 / 生日：3月6日 / 稀有技能：幻想視界 / 使用CHARM：Failnaught、Jotunschwert
工廠科1年級生。日英混血兒。別稱「岬之神童」、「御台場工廠科的至寶」。
井草昴（演員：吉宮瑠織（御台場女學校篇））
年齡：16歲 / 生日：11月14日 / 稀有技能：主宰者 / 使用CHARM：Hildr
2年級生。Hronesness的司令塔。出生地為東京。別稱「岬之將軍」。
藤田槿（聲：春咲暖（遊戲），演員：春咲暖（御台場女學校篇））
年齡：16歲 / 生日：8月22日 / 身高：153cm / 稀有技能：主宰者 / 使用CHARM：Grásiða、Jotunschwert
2年級生。Hronesness的司令塔。別稱「劍之妖精」。
今村紫（演員：高辻麗（御台場女學校篇）、柴田茉莉（御台場女學校篇））
年齡：15歲 / 生日：3月10日 / 稀有技能：聖約之囑 / 使用CHARM：Keraunos、Jotunschwert
1年級生。出生地為東京。別稱「岬之聖射手」。今村咲魅的妹妹。
長澤雪（演員：長谷川里桃（御台場女學校篇））
年齡：17歲 / 生日：9月28日 / 稀有技能：勇氣加護 / 使用CHARM：Járngreipr、Jotunschwert
3年級生。別稱「御台場的鬼神」。

#### Heorot Saints
川村楪（聲：粟津麻依（遊戲），演員：粟津麻依（舞台劇LoG・TFG・御台場女學校篇））
年齡：16歲 / 生日：6月19日 / 血型：A / 身高：156cm / 體重：43kg / 稀有技能：聖約之囑 / 子技能：虹之軌跡、Whole Order、Awakening、Invisible One / 使用CHARM：Dainsleif Carbine（舞台劇）、Gungnir（人偶・舞台劇）、Hrotti
2年級生。學生會副會長。Heorot Saints副隊長。別稱「Saints的寶石」。
月岡椛（聲：矢野妃菜喜（遊戲），演員：夏目愛海（舞台劇LoG）、矢野妃菜喜（御台場女學校篇））
年齡：16歲 / 生日：6月25日 / 血型：O / 身高：158cm / 體重：47kg / 稀有技能：主宰者 / 使用CHARM：Gungnir Carbine（舞台劇）、布都御魂（人偶）
2年級生。學生會會長。Heorot Saints隊長。別稱「暴君的新娘」。與川村楪為青梅竹馬兼同學。妹妹為月岡千乃。
竹久央（演員：山本栞（御台場女學校篇））
年齡：15歲 /生日：5月6日 / 血型：A / 身高：162cm / 體重：50Kg / 稀有技能：圓環之御手 / 使用CHARM：布都御魂、Jotunschwert
1年級生。別稱「Royal elegance」。
西鄉紅（演員：星希成奏（御台場女學校篇））
年齡：16歲 / 稀有技能：血月狂人 / 強化技能：Regenerator / 使用CHARM：Ulfberht、Jotunschwert
2年級生。強化莉莉。
河鍋薺（演員：河內美里（御台場女學校篇））
年齡：15歲 /生日：11月23日 / 血型：A / 身高：152cm / 體重：48Kg / 稀有技能：幻想視界 / 使用CHARM：Brionac
1年級生。別稱「小魔術師」、「Speed star」。
速水桂（演員：栞菜（御台場女學校篇））
年齡：15歲 / 稀有技能：此世之理 / 使用CHARM：Claíomh Solais
1年級生。小學就讀百合丘女子學院。座右銘為「每朝都應不懈怠地死去」。
鈴木因（演員：白石まゆみ（御台場女學校篇））
年齡：15歲 / 稀有技能：魅力感召→拉普拉斯 / 使用CHARM： Kuruzzi
1年級生。
菱田治（演員：林田真尋（御台場女學校篇））
年齡：16歲 / 稀有技能：芝諾悖論
2年級生。Zenon Paradoxa的S級持有者。與今村姐妹、橫山梓為青梅竹馬，但與今村紫現則疏遠。
橫山梓（演員：野本ほたる（御台場女學校篇））
年齡：16歲 / 稀有技能：日光領域 / 使用CHARM：Malte
2年級生。
圓山周（演員：今村美步（御台場女學校篇））
年齡：16歲 / 稀有技能：縮地 / 子技能：Stealth
3年級生。前Heorot Saints隊長。現為替補成員。
尾竹廉（演員：北澤早紀（御台場女學校篇））
年齡：15歲 /生日：08月30日 / 身高：151cm / 稀有技能：勇氣加護 / 子技能：軍神加護、Invisible One、Awakening、聖域轉換、Stealth、Whole Order / 使用CHARM：Triglav
1年級生。替補成員。莉莉宅。
上村蕨
1年級生。替補成員。

#### Coast guard
弘瀨湊（演員：田上真里奈（御台場女學校篇））
年齡：16歲 / 稀有技能：圓環之御手 / 子技能：軍神加護
2年級生。Coast guard主將及司令塔。
曾我菘
年齡：16歲 / 稀有技能：相位超驗
2年級生。Coast guard副隊長。別稱「武神」。
岸田英（演員：白河水菜（御台場女學校篇））
年齡：15歲 / 稀有技能：幻想視界 / 使用CHARM：Risanautr
1年級生。
棟方潮
3年級生。身材嬌小但善於決鬥。

#### 其他學生
今村咲魅（演員：柴田茉莉（御台場女學校篇））
被稱做「夭折的天才莉莉」。已戰死。
木藤鈴
2年|稀有技能：天之秤星

福嶋律
1年|稀有技能：相位超驗

#### 御台場女學校教師
亞琪拉·普蘭頓
稀有技能：此世之理 / 子技能：軍神加護、虹之軌跡、Invisible One
教導官。日英混血兒。
中原·瑪莉·倫夜（演員：小野瀬みらい（御台場女學校篇））
稀有技能：鷹眼 / 使用CHARM：Yotunschwert
校醫。鷹眼的S級保持者。
稻葉檀（演員：石原美沙紀（御台場女學校篇））
稀有技能：日光領域
學校諮商員。強化莉莉。

### 相模女子高等學館
位於相模原的新興GARDEN，鎌倉府5大GARDEN之一。擁有軍隊式的嚴格校風。CHARM開發商「Hihiirokane International」為母公司。以「莉莉不講品格，結果即是全部」為方針。

#### 學生會特選隊
松永遊糸
年齡：17歲 / 生日：7月9日 / 血型：O / 身高：162cm / 體重：49kg /稀有技能：主宰者 / 子技能：虹之軌跡 / 使用CHARM：Triglav
3年級生。學生會特選隊隊長。自稱「妖豔的水之女神（魯薩爾卡）」、「詭計多端的傾國惡女」。
片倉紫苑
年齡：16歲 / 生日：10月3日 / 血型：AB / 身高：168cm / 體重：51kg / 稀有技能：此世之理 / 使用CHARM：Asterion
2年級生。學生會特選隊副隊長。別稱「紫焰之雷帝」。
石川葵（演員：廣澤麻衣（舞台劇LoG・TFG））
年齡：15歲 / 生日：12月8日 / 血型：A / 身高：152cm / 體重：45kg / 稀有技能：幻想視界 / 使用CHARM：Triglav prt sp、Asterion
1年級生。別稱「蒼之皇女」。與宮崎火刈為青梅竹馬。
伊達降瑠
年齡：15歲 / 生日：9月5日 / 血型：B / 身高：154cm / 體重：46kg /稀有技能：相位超驗 / 使用CHARM：Asterion（人偶）、Vicious dog
1年級生。別稱「相模女的金獅子」。與石川葵為室友。
結城鈴瑪

小早川潤

九鬼初芽

瀧川美羅

#### 特命遊擊隊
伊東苗陽
年齡：16歲 / 稀有技能：幻想視界 / 強化技能：Enhancement、Regenerator / 使用CHARM：Chrysaor
2年級生。特命遊擊隊隊長。強化莉莉。伊東閑的異母姐姐。

#### 其他學生
立花梨繪乃
學生會長

### 聖墨丘利國際學校
別稱「王與貴族的學院」。位於橫須賀，鎌倉府5大GARDEN之一。與百合丘並列的世界名校，從制服的基本顏色來看，被稱為「黑之百合丘、白之墨丘利」。特別擅長培訓人才，被認為沒有才能的人也能培訓成獨當一面的莉莉，因此校外也有許多墨丘利中學部畢業的莉莉。

#### 第1飛空艇團米迦勒
艾爾堤·亞力山德里尼
年齡：16歲 / 稀有技能：幻想視界
2年級生。出生於義大利。第1飛空艇團米迦勒團長及學生會副會長。與妹妹蕾米兒關係不好。別稱「墨丘利的暴君」。
蕾米兒·亞力山德里尼
年齡：15歲 / 稀有技能：魅力感召 / 子技能：多數
1年級生。
露魯迪斯·布洛姆斯特德
年齡：15歲 / 生日：6月6日 / 血型：O / 身高：165cm / 體重：55kg / 稀有技能：主宰者 / 使用CHARM：Tyrfing SP T型
1年級生。別稱「鬼軍曹」。國籍為瑞典，父母皆是演員。
雀米爾·弗里德海姆
年齡：15歲 / 生日：5月5日 / 血型：O / 身高：155cm / 體重：45kg / 稀有技能：幻想視界 / 使用CHARM：Tyrfing SP R型
1年級生。來自俄羅斯。
史黛菈·埃爾·薩森
年齡：15歲 / 稀有技能：日光領域
1年級生。

#### 第2飛空艇團加百列
妮諾·卡希茲
1年級生。第2飛空艇團加百列的司令塔。出生於喬治亞。

#### 第4飛空艇團烏列爾
夏洛特·斯維特拉諾夫

#### 第5飛空艇團拉貴爾
提西婭·龐加特納
年齡：16歲 / 稀有技能：圓環之御手 / 使用CHARM：Chrysaor
2年級生。第5飛空艇團拉貴爾團長。現任學生會長。自稱「墨丘利的聖帝」。第一人稱為「余」。強化莉莉。
莉亞里德爾·埃申巴赫
年齡：16歲 / 稀有技能：幻想視界
2年級生。強化莉莉。
凱特琳娜·阿森西奧
第5飛空艇團拉貴爾司令塔。強化莉莉。出生於西班牙。
娜塔莎·梅特
年齡：15歲 / 稀有技能：血月狂人
1年級生。強化莉莉。

#### 第6飛空艇團沙利葉
永野紫月
第6飛空艇團沙利葉團長。

#### 第7飛空艇團雷米爾
普蘭·斯貝柳斯
年齡：15歲 / 稀有技能：主宰者
1年級生。第7飛空艇團雷米爾團長。

### Irma女子美術高校
位於東京清澄白河，東京御三家之一。負責守護東京地區北部到東部。致力於藝術教育，作為美術系的GARDEN是世界屈指可數的名門。從重視美術、藝術教育個性的觀點來看，以重視與HUGE一對一的戰鬥（Duel）的教育方針而聞名，因此擅長個人戰鬥的莉莉很多。

#### Illumin Shyness
手島戀町
年齡：16歲 / 稀有技能：芝諾悖論
2年級生。與日比野羽來是青梅竹馬。
日比野羽來
年齡：16歲 / 稀有技能：幻想視界
2年級生。
西川御巴留
年齡：16歲 / 稀有技能：主宰者
2年級生。Illumin Shyness隊長。
比田井美夜受
稀有技能：聖約之囑
2年級生。強化莉莉。
中林海七
稀有技能：圓環之御手
2年級生。
宮本煌椋
稀有技能：主宰者
2年級生。別稱「擁有七個肺的莉莉」。
巖谷紅紅李
1年級生。
日下部蓮月
稀有技能：日光領域
1年級生。日下部叢雨的雙胞胎姊姊。強硬的性格。
日下部叢雨
稀有技能：魅力感召
1年級生。日下部蓮月的雙胞胎妹妹。嫻靜的性格。
吉井霞子
稀有技能：日光領域
3年級生。Illumin Shyness預備成員。別稱「幕張奪還戰的英雄」。

#### Hakolberand
神郡鞠萠
2年級生。Hakolberand隊長。強化莉莉。
上田伊萬里
稀有技能：圓環之御手
1年級生。同時也是Illumin Shines預備成員。別稱「神樹的巫女」。
東久世德子
稀有技能：幻想視界
廣津夕星
稀有技能：魅力感召
1年級生。伊萬里的一个童年朋友。別稱｢The Tower｣。
續木姫翠
稀有技能：日光領域
2年級生。強化莉莉。別稱｢大樹的魔女｣。
諸井佐保
稀有技能：主宰者
2年級生。別稱｢Irma的太陽｣。
三輪田 俐翔
稀有技能：縮地
1年級生。別稱｢Irma的箭｣。
田代歩結
稀有技能：此世之理
1年級生。
辻本勇渚
稀有技能：聖約之囑
1年級生。

### 私立安布羅西亞女子學苑高等學校
位於神戶的GARDEN，被稱為「西之盟主」﹑「西之百合丘」。關西GARDEN的中心，當下正轉對HUGE展開攻勢。有著希臘神話海之女神涅瑞伊得斯的世界觀，因此制服也是水手服，袖子上印有錨的標誌，也持有軍艦能進行海戰。
小栗冰高
年齡：16歲 / 稀有技能：聖約之囑
2年級生。出生於兵庫縣。
平賀東子
年齡：15歲 / 稀有技能：幻想視界
1年級生。
森下雅枇
年齡：17歲 / 稀有技能：主要宰者
3年級生。學生會會長。強化莉莉。別稱「安布羅西亞的女王」。
月岡千乃
年齡：15歲
1年級生。月岡椛的妹妹。

### 鹿野苑高等女學園
位於京都舞鶴市的GARDEN。是一所具有佛教世界觀的寄宿學校，有著學生入學後成為見習僧侶的體制。

#### 焰蘭隊
與謝野焰
年齡：17歲 / 生日：7月28日
3年級生。焰蘭隊隊長。僧名焰蘭。守護神為阿修羅。
茅野調
年齡：16歲 / 生日：1月9日
2年級生。焰蘭隊副隊長。僧名澄調。守護神為緊那羅。
西園寺香流
2年級生。僧名香流。
紀甘魅
2年級生。僧名甘露。
阿倫雅·雷斯科·沖
3年級生。僧名愛龍。
春道麻子
1年級生。僧名麻真。
飛鳥井翼彩
年齡：16歲 / 生日：3月31日 / 稀有技能：Uberzain / 使用CHARM：Shura Vala（人偶）
2年級生。僧名翼彩。守護神為迦樓羅。
一條蒼泉
年齡：15歲 / 稀有技能：鷹眼 / 使用CHARM：Apparageta（人偶）
1年級生。僧名蒼泉。守護神為夜叉。與飛鳥井翼彩為室友。

#### 輝凜隊
壬生輝凜
2年級生。輝凜隊隊長。僧名輝凜。

#### 鹿野苑高等女學園教師
大中臣千春
教導官。僧名千春。
高階圓
教導官。僧名圓覺。

### 阿爾克米拉女學館
位於湯河原的鎌倉府GARDEN。實施重視科技的獨特課程。曾是鐮倉府5大GARDEN之一的能手，因靜岡地區的戰役失去了大部分的3年級生，當前目標為GARDEN復興及解放靜岡地區。
北野文妙
年齡：15歲 / 生日：5月8日 / 血型：A / 身高：148cm / 體重：38kg / 稀有技能：主宰者/ 子技能：狂亂之閾
1年級生。別稱「小女王」。
久富木玲奈
年齡：15歲 / 稀有技能：幻想視界
1年級生。
新海千景
年齡：16歲 / 稀有技能：血月狂人
2年級生。別稱「阿爾克米拉最後的希望」。與那須穗乃香締結渥爾娃之血盟。
高畑聖咲
年齡：15歲 / 稀有技能：相位超驗 / 使用CHARM：Ridill（專屬機）
1年級生。從百合丘中學部轉學過來。
伊丹櫻織
2年級生。
小津一二三
2年級生。
那須穗乃香

水島勇綺

### 鎌倉府立櫻之杜高等學院
鐮倉府5大GARDEN之一，是眾多私立GARDEN中少有的國公立GARDEN。擁有以日本神話、公家武家時代等和文化為基礎而構築的世界觀，校舍以和風建築為主，以大神龕為標誌，制服也採用了以浴衣及和服為基礎的獨特樣式，校風以「武」和「雅」為貴而聞名，校規嚴格也不允許穿著走樣，訂做時需要教師的許可。轉學考試也相當困難。
岡田詩穗
3年級生。櫻之杜神社的神司。與宮崎火刈為青梅竹馬。
勝谷芙蓉
年齡：15歲 / 生日：9月21日 / 血型：O / 身高：150cm / 體重：43kg / 稀有技能：芝諾悖論 / 使用CHARM：布都御魂（人偶）
1年級生。出生於靜岡縣。
町山夕奏
稀有技能：血月狂人

宮崎火刈
年齡：17歲 / 生日：	6月9日 / 血型：A / 身高：164cm / 體重：54kg / 稀有技能：此世之理
3年級生。出生於靜岡縣。

### 甲斐聖山女子高等學校
位於甲州的GARDEN。過去以「日光領域」及「聖約之囑」的專門教育而馳名甲州的名門，另外設有工廠科，開發出許多救援用兵器，被稱為「守護、回復」印象很強的GARDEN。因甲州撤退戰成為陷落地區，目前有7成的莉莉留下持續對抗HUGE，現時正接受鐮倉府的補給支援。
種田正奈
年齡：15歲 / 生日：3月21日 / 血型：AB / 身高：161cm / 體重50kg / 稀有技能：鷹眼 / 使用CHARM：Asterion sp
1年級生。出生於山梨縣富士吉田市。別稱「紅母鹿」。
夢野花音
年齡：15歲 / 生日：10月9日 / 血型：B / 身高：163cm / 體重55kg / 稀有技能：日光領域 / 使用CHARM：Asterion sp
1年級生。出生於山梨縣富士吉田市。別稱「碧綠的聖柱」。
六角瀨名
六角汐里的妹妹。已故。

### 城島工科女子高等學校
位於鐮倉府三浦半島的工廠科專門GARDEN。不僅是開發CHARM，也在進行「能戰的技師」的培訓。作戰時採取3人為一組行動的機制，作為校外的幫手參加戰鬥的情况很多。
朝永莓
年齡：15歲 / 稀有技能：聖約之囑 / 使用CHARM：Tyrfing T型、Asterion
中等部原就讀百合丘女子學院，後來轉到城島工科女子高等學校。
小柴瑛深
年齡：15歲 / 稀有技能：血月狂人 / 使用CHARM：Triglav
1年級生。被百合丘女子學院的教導官雪莉絲·雅各布森救過而憧憬她，自己也投入了戰鬥的世界。不喜歡自己像男生般的名字便讓周圍的人稱呼自己為Emi（瑛深的另一種讀音）。
益川雅樂
年齡：15歲 / 稀有技能：幻想視界 / 使用CHARM：Tyrfing R型、Kuruzzi

湯川滿月
使用CHARM：Sugaar（專屬機）

### 聖橋大學附屬女子高等學校
位於東京的GARDEN。擁有都內最好的設備及預算，因致力於「培訓率領莉莉的頭腦型人才」而幾乎不戰鬥，被稱呼為「不戰的GARDEN」，能被允許這樣是因為東京御三家將東京全區域分成3部分作為國定守備範圍，其他GARDEN沒有國定守備範圍。聖橋大附屬的莉莉將非戰鬥時間用於戰術研究及學術研究，其學習能力為頂級。

#### 雪花團
九鬼縫雪花
年齡：15歲 / 稀有技能：主宰者
1年級生。雪花團團長。令人憐憫但為了世界以拼命戰鬥給予夥伴勇氣的莉莉。個性與一柳梨璃相像。很能學習。
岩下桐子
年齡：15歲 / 稀有技能：圓環之御手
1年級生。雪花團副團長。聖橋第一的戰士。曾被御台場女學校勸誘，不過以與九鬼縫雪花的友情為優先而就讀聖橋。稱呼縫雪花是「我的公主殿下」。
澤瀉布
年齡：15歲 / 稀有技能：魅力感召
1年級生。

### 那賀大串女學園
位於茨城縣大串町、縣內最強的GARDEN。負責常陸戰線的防衛。與百合丘一樣擁有三位學生會長。

#### Slumheim
野口志奈乃
年齡：16歲 / 稀有技能：主宰者 / 使用CHARM：Risanautr
2年級生。Slumheim的主將。
佐佐木靖奈
年齡：16歲 / 稀有技能：血月狂人 / 子技能：軍神加護
2年級生。
千田昊莓
年齡：16歲 / 稀有技能：圓環之御手 / 使用CHARM：Eckesachs先行量產型、Ukonvasara SP
2年級生。別名「重戰車（Chariot）」。
團塚英里彩
年齡：16歲 / 稀有技能：日光領域
2年級生。

### 柳都女學館
位於新潟的GARDEN。1校守護著廣大的新潟全區。以等級SS的Blodughadda為中心，分為8組分擔Legion及1組游擊Legion，以駐紮在負責區域的分校地區的形式來戰鬥。

#### Himinglaeva
天津麻嶺（演員：武藤志織（vol.1 - 2再演版・舞台劇LM））
年齡：16歲 / 生日：1月2日 / 稀有技能：Z / 子技能：軍神加護、虹之軌跡、狂亂之閾 / 使用CHARM：Dainsleif Carbine（舞台劇）
2年級生。別稱「CHARM Myster」。
千子夕七
年齡：16歲 / 生日：9月6日 / 稀有技能：魅力感召 / 使用CHARM：Dragvandil（專屬機）
2年級生。Himinglaeva隊長。

#### Udr
今泉吏園
年齡：16歲 / 稀有技能：幻想視界 / 子技能：軍神加護、Regenerator
2年級生。Udr隊長。強化莉莉。

#### Hronn
榎本瑚桃
年齡：15歲 / 生日：12月9日 / 身高：158cm / 稀有技能：Register
1年級生。Hronn隊長。

#### Dufa
隅谷水晶
年齡：16歲 / 生日：2月22日 / 稀有技能：主宰者 / 使用CHARM：Tyrfing R型
2年級生。Dufa隊長。與榎本椰椰締結金雞冠之誓。

#### Bára
高見明日香
Bára隊長。

#### Blodughadda
宮入風舞姬
年齡：17歲 / 稀有技能：天之秤星
3年級生。Blodughadda隊長。前任柳都女學館學生會長。與幼馴染的吉原菜乃葉締結金雞冠之誓。

#### Bylgja
八鍬白蓮
Bylgja隊長。柳都女學館學生會長。

#### Hefring
吉原菜乃葉
年齡：16歲 / 生日：3月20日 / 稀有技能：圓環之御手 / 子技能：軍神加護
2年級生。Hefring隊長及司令塔。與宮入風舞姬締結金雞冠之誓。
青江珠緒

#### Kolga
天田花心
年齡：16歲 / 生日：7月15日 /稀有技能：血月狂人 / 使用CHARM：Dainsleif
2年級生。Kolga隊長。與畢業生的栗原真紘締結金雞冠之誓。
岩崎行那

#### 其他學生
榎本椰椰
榎本瑚桃的姊姊，前Dufa隊長，已戰死。
栗原真紘
畢業生，前Kolga隊長。

### 幕張科學技術女子高等學校
與城島工科並列，關東地區僅有的2校工廠科專門GARDEN。與城島工科的「能戰的技師」教育形成對比的是，將技師納入Legion並巧妙地將「B型兵裝」運用到戰鬥中。

#### Gladheim
吉岡朋芭
2年級生。Gladheim隊長。工廠科。

### 鞍馬山環境女子高等學校
位於京都的強豪GARDEN，被稱為「西之露朵比可」。曾因對於產出強化莉莉毫無猶豫而出名。現在正回歸正經的GARDEN。有農業科。
古田八重
年齡：16歲 / 稀有技能：縮地
2年級生。別稱「縮地奇才」。

### 夏爾林特女學薗
位於金澤文庫，鎌倉府5大GARDEN之一。擁有歌德蘿莉制服、寬敞的圖書館、不公開真實姓名以花和寶石由來的假名來互相稱呼的獨特世界觀。作為培訓中二病GARDEN而聞名，稱呼莉莉為魔女，並也堅持說自己是魔女。有與Magi相關的世界第一的圖書館「Bibliotheca」，有著工廠科志願、尤其是追求Magi Crystal Core的研究及HUGE、Magi的關聯性等更接近基礎研究的人會就讀夏爾林特的工廠科。另外在校內稱呼Legion為「Coven」，同個Legion的夥伴會相互告知真名。

#### 黑十字Madic隊
道川深顯
黑十字Madic隊隊長。

### 九嶺女學園
位於廣島的GARDEN。持續在陷落地區抵抗著。與重視武的御台場及柳都思想相近，因位處陷落地區不得不採取現實主義。在廢墟和舊市區也能使用高出力炮及進行Neunwelt戰術。
海田檜
2年級生。與清家知世為青梅竹馬。

### 埃倫索女子學院
位於東京六本木的新興GARDEN。比起適應性和身體能力更重視「打倒HUGE的強力意志」，其特色為在其他GARDEN不採用魔力總量不滿莉莉標準的人也能就讀，能在入學後的訓練及強化成為莉莉。

#### Hervarar（赫爾薇爾）
相澤一葉（聲：藤井彩加，演員：藤井彩加（舞台劇LoG・TFG・LM））
年齡：15歲 / 生日：8月13日 / 血型：A / 稀有技能：主宰者 / 使用CHARM：Gungnir Carbine（舞台劇LoG）、Blutgang（舞台劇TFG・遊戲・漫畫・舞台劇LM）
Hervarar隊長及司令塔。
佐佐木藍（聲：夏目愛海，演員：夏目愛海（舞台劇TFG・LM））
年齡：15歲 / 生日：3月27日 / 血型：B / 稀有技能：血月狂人 / 使用CHARM：Mondragon
強化莉莉。
飯島戀花（聲：石飛惠里花，演員：石飛惠里花（舞台劇TFG）、久留島璃生（舞台劇LM））
年齡：16歲 / 生日：5月4日 / 血型：A / 稀有技能：相位超驗 / 使用CHARM：Bruncvík
出生於京都。
初鹿野瑤（聲：三村遙佳，演員：三村遙佳（舞台劇TFG・LM））
年齡：16歲 / 生日：11月7日 / 血型：O / 稀有技能：勇氣加護 / 使用CHARM：Chrysaor先行量產型

芹澤千香瑠（聲：野中深愛，演員：野中深愛（舞台劇TFG）、小菅怜衣（舞台劇LM））
年齡：16歲 / 生日：10月2日 / 血型：AB / 稀有技能：日光領域 / 使用CHARM：Gáe Bulg
出生於山梨縣。

#### Cuélebre
松村優珂
1年級生。Cuélebre隊長。

#### Basa-andre
坪井七保
2年級生。Bashandre隊長。

#### Olentzaro
柴田龍膽
2年級生。Olentzaro隊長。別稱「埃倫索的頭腦」。

#### Galtzakgorri
田澤椿月
2年級生。Galtzakgorri隊長。強化莉莉。

#### Tartaro
大場出海
2年級生。Tartaro隊長。

#### Xarrantxa
森山平凜
2年級生。Xarrantxa隊長。

#### 埃倫索女子學院教師
西村乃惠美
埃倫索女子學院副校長。

### 神庭女子藝術高校
位於在東京荻窪的GARDEN。珍視每位莉莉的人生，有著HUGE討伐活動也只強制最低限度的理念，採用「選擇出擊制度」，學生可自己選擇參加的戰場，因此聚集了許多作為莉莉並有著自己獨特想法、希望參加戰鬥的人。校規不嚴，即使是莉莉也只需接受最低限度的訓練即可，但就讀莉莉的能力既高且安定。
『今天可能是莉莉最後一次戰鬥了，莉莉必須自己決定是否值得冒生命危險。』--神庭女子藝術高校校訓--

#### Gran Eple（格朗・埃普林）
今星（聲：前田佳織里，演員：前田佳織里（舞台劇LoG））
年齡：16歲 / 生日：10月31日 / 血型：A / 稀有技能：主宰者 / 使用CHARM：Dainsleif Carbine（舞台劇LoG）、Claíomh Solais 先行量產型（遊戲・漫畫）
造園學科2年級生。Gran Eple隊長。與宮川高嶺為青梅竹馬，並與她合稱「Gran Eple的雙壁」。
宮川高嶺（聲：礒部花凜）
年齡：16歲 / 生日：5月21日 / 血型：O / 稀有技能：芝諾悖論 / 使用CHARM：Risanautr 先行試作機
造園學科2年級生。別稱「神庭的擊墜王」。
土岐紅巴（聲：東城咲耶子）
年齡：15歲 / 生日：6月8日 / 血型：A / 稀有技能：聖約之囑 / 使用CHARM：Sugaar
音樂（聲樂）學科1年級生。莉莉宅。
丹羽灯莉（聲：進藤天音）
年齡：15歲 / 生日：9月24日 / 血型：AB / 稀有技能：天之秤星/ 使用CHARM：Malte
繪畫學科1年級生。與定盛姬歌為室友。
定盛姬歌（聲：富田美憂）
年齡：15歲 / 生日：3月3日 / 血型：B / 稀有技能：此世之理/ 使用CHARM：Durandal
音樂（聲樂）學科1年級生。Gran Eple副隊長。

#### 神庭學生會防衛隊
本間秋日（聲：山根綺）
年齡：16歲 / 生日：2月25日 / 血型：O / 稀有技能：日光領域 / 使用CHARM：Gáe Bulg
2年級生。神庭女子學生會長。
横田悠夏（聲：船戶百合繪）
年齡：15歲 / 生日：3月26日 / 血型：AB / 稀有技能：相位超驗 / 使用CHARM：Tyrfing
音樂（聲樂）學科1年級生。宮川高嶺的表妹。
石塚藤乃（聲：伊達小百合）
年齡：16歲 / 生日：11月21日 / 血型：AB / 稀有技能：圓環之御手 / 使用CHARM：Chrysaor
繪畫學科2年級生。
塩崎鈴夢（聲：石見舞菜香）
年齡：15歲 / 生日：6月13日 / 血型：O / 稀有技能：血月狂人 / 使用CHARM：Brionac
繪畫學科1年級生。

#### 其他學生
安孫子比呂美
音樂（聲樂）學科3年級生。

### 海外

#### Heimsklingla Tradgard
愛永·烏茲森
稀有技能：芝諾悖論
出生於丹麥。有日本混血。與露易絲·英格斯為青梅竹馬。是個傲嬌。
歐菲米亞·法恩
年齡：15歲 / 稀有技能：幻想視界
出生於挪威。別稱「冰人偶」。
譚雅·拉森
年齡：15歲 / 稀有技能：勇氣加護
超力量系。
此花·厄斯特貝里
年齡：15歲 / 稀有技能：日光領域
挪威與日本的混血兒。
拉赫爾·施普雷克爾森
稀有技能：圓環之御手 / 子技能：約定之領域

王瑞希
年齡：16歲 / 生日：8月1日 / 稀有技能：主宰者 / 子技能：虹之軌跡、魔眼
王家三姐妹的長女。左撇子。
王莉芬
年齡：14歲 / 生日：12月15日 / 稀有技能：幻想視界
王家三姐妹的么妹。別稱「王家最後的秘密兵器」。

### 其他人物
御前（演員：佃井皆美（舞台劇TFG・LM））
子技能：Regenerator / 使用CHARM：Dainsleif（舞台劇TFG）、Tyrfing R型（舞台劇LM）
本名不詳，身分不明的莉莉。
L（演員：万喜なつみ（舞台劇LM））
身分不詳，突然出現於在東京討伐Huge的夢結面前，與梨璃氛圍十分相似。僅在舞台劇Lost Memories中登場。
石川精衛
國防軍對Huge最高司令官。石川葵的父親。
片平七海
非莉莉的一般女學生，擁有從異世界掉落來能實現願望的魔法石板「Incunable」。
六角潮季
使用CHARM：Tyrfing R型及T型
有著與六角瀨名長相相像的傳聞，據說或許能實現陷落區域人們的願望。
白井咲朱
稀有技能：聖約之囑 Testament
百合丘女子學院畢業生，白井夢結的姊姊。畢業後應赴任百合丘的教師，卻在那之前戰死。

## 用語
莉莉
使用CHARM的女性被稱呼為莉莉。莉莉們會在所屬的培訓機構「GARDEN」邊學習與HUGE的戰鬥方法邊準備實戰。除了參加實戰的莉莉之外，還有整備、定制CHARM，被稱為技師（アーセナル）的「工廠科」等各式各樣的莉莉。
強化莉莉
被G.E.H.E.N.A.強化過戰鬥力和技能的莉莉，又稱「強化人類（Boosted Lily）」。通常會被賦予稀有技能所沒有、擁有效果的強化技能，以強化技能出名的有能瞬間治好傷勢的「Regenerator」等。
強化效果是由HUGE細胞所引起的故有副作用，越強化則會越接近HUGE，若過度強化會變成「狂化」狀態，暫時的狂化還能恢復原樣，但若是發狂只能當作HUGE討伐。
若有許多強化莉莉，G.E.H.E.N.A.會施加類似詛咒的東西。
CHARM
唯一能讓HUGE致命的決戰兵器。Counter Hug ARMS的略稱。由被稱為Magi Crystal Core的電腦受控魔法「Magi」的寶玉來控制，透過更換核心可使CHARM更精細的定制。
技能
莉莉可使用魔法「Magi」，能力更為卓越的技能被稱作稀有技能。原則上稀有技能是1人1種，因反映了生存方式基本上不可能擁有多個。
稀有技能依成長階段大致分為S、A、B、C級。成長到S級可發動「稀有技能固有技」。不足作為稀有技能的能力被稱作Subdivision skills（通稱子技能），沒有稀有技能的莉莉可透過提升能力昇華為同系統的稀有技能。可擁有多個子技能。
HUGE
與莉莉為敵的巨大生命體。被稱為HUGE細胞的巨大化細胞暴走所產生的生命體。透過反覆捕食、寄生、成長獲得各種形狀，被確認有多種類型。依大小和強度不同分級，區別出Small、Middle（Medium）、Large、Gigant、Altra等種類。
出現方式主要有兩種，一種是透過隱形飛行從空中飛來，另一種是從被稱為「Cave」的異次元蟲洞出現。
雖可用普通兵器擊退Middle級，Large級以上的HUGE只能靠CHARM打倒。更存在著被稱為「Altra級」的HUGE們的隊長，至此只能用CHARM的聯合必殺攻擊（Neunwelt戰術等）來給予傷害。
G.E.H.E.N.A.
以HUGE研究而有名的多國企業，本來是民間企業的研究者集團，在掌握了HUGE、莉莉、CHARM等核心，也開始了莉莉強化等惡行。G.E.H.E.N.A.是個非常大規模的集團但並不團結，既有認為該採取低強度強化的派系，也有認為該實施高強度強化的派系。
對待G.E.H.E.N.A.的態度各GARDEN不同，大致可分為支持G.E.H.E.N.A.主義及反對G.E.H.E.N.A.主義，支持G.E.H.E.N.A.主義的GARDEN會積極地活用反映出G.E.H.E.N.A.研究成果的CHARM，支持G.E.H.E.N.A.主義往往會成為恐懼的對象，但也有幫助弱小兒童、實現不太可能成為莉莉的人的願望的一面，另一方面，反對G.E.H.E.N.A.主義GARDEN禁止莉莉跟他們有所接觸，也進行了保護強化莉莉及解除強化莉莉身上的束縛詛咒的和人質的救出。
GARDEN
人類為了對抗HUGE而在各地區設立的CHARM使用者培訓機構。因CHARM的Magi Crystal容易與10多歲的女性產生共鳴，作為擁有高中教育方面的軍事培訓高中也起了作用。GARDEN有各自的特徵，校風及使用的CHARM、在實戰中的聯合技能會有所不同。
Legion
9人以上的莉莉所組成的部隊。因是以運用Neunwelt戰術為前提的組織，成員最少要9人。
Neunwelt戰術
Neun Welt意為九個世界。是以9人一組的Legion所進行的戰鬥法。
使用HUGE核心製作的特殊專用彈，9位莉莉邊在魔法球（Magisphere）裡注入魔力邊傳球，從而從而孕育出強大的能量彈，最終將魔法球射入HUGE的主軸。
守護天使的契約
百合丘女子學院的制度，高年級生與低年級生的2人簽訂疑似姊妹的契約。高年級生作為守護天使引導低年級生（護佑之子）成長。
Schwester的契約
露朵比可女學院的制度，高年級生與低年級生簽訂疑似姊妹的契約。在交換契約時有交換勳章的習俗。高年級生對低年級生進行以戰鬥為首的各種指導，構築在戰場上共同生死的強大羈絆。
Minne之誓
聖墨丘利國際學校的制度，由兩位莉莉扮演騎士（Ritter）及貴婦人（Adelheid），以騎士向貴婦人奉獻Minne的形式而成立，構築騎士為貴婦人奉獻的特別關係。
騎士角色及貴婦人角色並無特別規定，包含同級生在內的任何人都可成為對象。
共享貝殼制度
櫻之杜女子學校的制度，關係好的高年級生與低年級生共享一顆美麗的貝殼。目前尚未有詳細說明，但與百合丘的守護天使制度相似。
渥爾娃之血盟
阿爾克米拉女學館的疑似姊妹契約制度。
血誓
御台場女學校的制度，存在著Legion成員之間承諾共同戰鬥的「血誓儀式」，僅有承諾以「家人」而不是單純的成員共同戰鬥時才能舉行，實際上締結契約時並非用血液，而是以互相的魔力交流來代替，也有人遵循古老的做法融合血液後混入土中。
高年級生跟低年級生僅能各與1人，同級生能與2到3人簽訂。雖非與他校為需交換特定物品的契約，最近演化成有交換戒指的習慣。
輝冠之誓
入間女子美術高校的制度。會交換帶有樹冠羞避現象圖樣化的花紋的「輝冠手鐲」，誓在戰場上同生共死。同年級中也能做交換，但因存在著如姐妹般的排序，因此不同年級的契約者占壓倒性多數。
盾女制度
赫倫蘇格女子學院的制度。在學園中理想的莉莉象徵被稱為「盾女（skjaldmær）」，並有以此冠名的疑似姐妹契約制度，由高年級生與低年級生締結契約，此關係被稱為「盾姐妹」。
牙之姐妹制度
甲斐聖山女子學院的制度。由3人間締結名為「牙之姐妹」的制度，同年級間也可以締結。
金雞冠之誓
柳都女學館存在著名為「古林肯比之誓（金雞冠之誓）」的疑似姐妹制度。交換誓言成為姐妹的莉莉會將手做的勳章互相交換戴在身上。

### 稀有技能一覽
魅力感召（Charisma）
淨化、使士氣向上的技能，稀少技能之一。據說存在著更高級的技能「拉普拉斯（laplus）（ラプラス）」，使用者甚至可操作人的記憶。
固有技：不明
子技能：不明
此世之理
預知、戰鬥特化的技能。可感知力量的方向性。
固有技：神威之荒域（神威の荒域）。可同時攻擊複數敵人。
子技能：Whole order（ホールオーダー）。可預知目視範圍的動作。
圓環之御手（Circrit Breath）
可同時使用兩把CHARM的技能，稀少技能之一。作為攻擊手的能力是1.5倍，也被稱為「王牌之證」。
固有技：不明
子技能：無
縮地
高速移動的技能。以如消失的速度般瞬間移動。
固有技：異界之門（異界の門（The Gate））。可允許經線穿過蟲洞。
子技能：Invisible One（インビジブルワン）。可高速移動。
Z（Last Letter）
使時間倒退的技能，稀少技能之一。可用來治療無計可施的傷口，也可讓過熱的CHARM瞬間恢復。
固有技：不明
子技能：不明
芝諾悖論（Zenon Paradoxa）
戰鬥特化型的複合技能。是「縮地」和「人世之理」輔助技能的複合技能。近戰效果巨大。
固有技：不明
子技能：無
鷹眼
掌握異常空間技能。可掌握從空中俯視地面的狀況，能像國際象棋和象棋一樣理解掌握的龐大資訊。
固有技：Targeting（ターゲッティング）。可蒐索敵人的弱點。
子技能：千里眼
聖約之囑（Testament）
廣域擴大化技能，稀少技能之一。可擴大任意的魔法、（我方的）稀有技能、術式等。
固有技：不明
子技能：約束之領域（約束の領域）
天之秤星
必中技能。能以公分為單位掌握敵我距離。
固有技：Dead eye motion（デッドアイモーション）。可慢速掌握所有動作，只使自己的掌握能力加速。
子技能：魔眼
幻想視界（Phantasm）
幻想視力、預知未來的技能，稀少技能之一。能以空間為單位瞬間理解想要的窺視幾個假定世界線，並將想要的結果以心靈感應及同感傳達給周圍的人。
固有技：不明
子技能：虹之軌跡（虹の軌跡）
相位超驗（Phase Transcendence）
一擊必殺的戰鬥特化型技能。幾秒鐘內，可使自己的魔力極端增大進行攻擊（攻守都接近無敵狀態）。
固有技：不明
子技能：Awakening。一擊必殺。
勇氣加護（Brave）
使精神安定、上限解放的技能。可給接觸過的人帶來精神安定，一定時間上限開放潛能。
固有技：不明
子技能：無
日光領域（Heliosphere）
防禦向上系的技能。提高一定範圍的魔力純度構建結界，使有效範圍內的Huge攻擊變弱。
固有技：不明
子技能：聖域轉換（聖域転換）。
Uberzain
佯動、打亂對手的技能。可用被稱為超感覺的稀有技能來隱藏自己的氣息，或者飛馳，還可將氣息、存在轉移到物體上。
固有技：不明
子技能：Stealth（ステルス）
血月狂人（Lunatic Transer）
狂戰士化、戰鬥特化型的技能。精神保持正常狀態可在狂戰士化的狀態下戰鬥。為了將接近Huge的能量寄宿在人身上，需要強大的依附對象。伴有危險。
固有技：不明
子技能：狂亂之閾（狂乱の閾）
主宰者（Register）
聯合特化型的複合技能。可獲得俯瞰視野（千里眼的MAX等級）、Magisphere（Neun Welt戰術的魔法球）保護盾、範圍內我方CHARM規格提高等。能使Neun Welt戰術的傳球成功率爆炸性地提升。
固有技：不明
子技能：軍神加護（軍神の加護）

### CHARM一覽

#### 第一世代
Charlemagne
開發企業：Grand Guignol
Yotunschwert
開發企業：未知
零式御蓋
開發企業：天津重工
長射程高出力砲（試作機）
開發企業：百合丘女子學院工廠科
開發者：真島百由

#### 第二世代
Asterion
開發企業：Hihiirokane International
機能：3段變形
Gram
開發企業：Yggdrasil
機能：2段變形
開發者：天津麻嶺
Kuruzzi
開發企業：Hihiirokane International
機能：3段變形
Gungnir
開發企業：Yggdrasil
機能：2段變形
Gungnir Carbine
開發企業：Yggdrasil
機能：2段變形
開發者：真島百由
Dainsleif
開發企業：Yggdrasil
機能：2段變形
Brionac
開發企業：Celtic Dale
機能：2段變形
Nailling
開發企業：Yggdrasil
機能：變形
開發者：真島百由
布都御魂
開發企業：天津重工
機能：變形
Hildr
開發企業：Yggdrasil
機能：變形
開發者：真島百由
Tankiem
開發企業：月讀技研越南分公司

#### 第三世代
Gullfaxis
開發企業：Yggdrasil
開發者：天津麻嶺
Tyrfing
開發企業：Yggdrasil
機能：3段變形、合體
Durandal
開發企業：Grand Guignol
機能：變形
開發者：天津麻嶺
Triglav
開發企業：Hihiirokane International
機能：3段變形、合體
Failnaught
開發企業：Camelot Castle
機能：變形、合體
開發者：梢·威斯特、真島百由
Fragarach
開發企業：Celtic Dale
開發者：天津麻嶺
Mimming
開發企業：Yggdrasil
開發者：天津麻嶺
Yaren Grable
開發企業：Yggdrasil
機能：變形
開發者：真島百由
Grásiða
開發企業：Yggdrasil
機能：變形、合體
開發者：真島百由
Hrunting
開發企業：Yggdrasil
機能：變形
開發者：天津麻嶺、真島百由
Beagnoth Seax
開發企業：Yggdrasil
開發者：真島百由
Keraunos
開發企業：Vulcan Industry
機能：合體、變形
開發者：真島百由

#### 第四世代
Einherjar
開發企業：百合丘女子學院工廠科
機能：遠程操作
開發者：真島百由
Vinst Lilie
開發企業：Yggdrasil
機能：變形、合體、遠程操作
開發者：真島百由
Vinst
開發企業：Yggdrasil
Gjallarhorn
開發企業：未知
開發者：天津麻嶺
Vampire
開發企業：百合丘女子學院工廠科
機能：變形、合體、遠程操作

#### 其他
Hrotti
開發企業：未知
開發者：天津麻嶺、其他
Fierbois
開發企業：未知
開發者：天津麻嶺
Gáe Bulg
開發企業：Celtic Dale
機能：變形
開發者：天津麻嶺
Sugaar
開發企業：Auñamendi Sistemas
機能：變形
Malte
開發企業：Grand Guignol
Bruncvík
開發企業：Hihiirokane International
Chrysaor
開發企業：Hihiirokane International
機能：遠程操作
開發者：真島百由
Risanautr
開發企業：Yggdrasil
Mondragon
開發企業：Auñamendi Sistemas
機能：變形
Blutgang
開發企業：Yggdrasil
機能：變形
Claíomh Solais
開發企業：Celtic Dale
開發者：天津麻嶺、其他
Adelring
開發企業：未知
Balmung
開發企業：Yggdrasil
開發者：天津麻嶺
Aparajita
開發企業：Vedas United日本分公司
Shulavara
開發企業：Vedas United日本分公司
Lævateinn
開發企業：未知
Ipetam
開發企業：天津重工
Mcabuin
開發企業：未知
Nyolnir
開發企業：Yggdrasil
機能：變形
Thor's Hammer
開發企業：Yggdrasil
開發者：篠原宥雪
媽祖聖札（Masoleric）
開發企業：台北封神公司
Joyeuse
開發企業：Grand Guignol
Dainsleif Marksman
開發企業：未知
Dulin Darte
開發企業：未知
Naglering
開發企業：未知
Vicious dog
開發企業：未知

## 電視動畫
2019年10月，宣布製作動畫《突擊莉莉 BOUQUET》消息。原本預定於2020年7月播放，因為受2019冠状病毒病疫情对日本的影响，延期至2020年10月播放。於2020年10月開始播放，Animax香港於2020年10月2日開始播放，Animax台灣於2020年10月3日開始播放。

### 音樂
片頭曲
《Sacred world》
作詞：Spirit Garden；作曲、編曲：藤田淳平
主唱：RAISE A SUILEN
片尾曲
《Edel Lilie》（第1話－第4話，第6話－第7話，第10話－第12話）
作詞：安藤紗紗；作曲：俊龍；編曲：秋月須清
主唱：一柳隊
《Heart+Heart》（第5話）
作詞：安藤紗紗；作曲、編曲：神田ジョン
主唱：一柳梨璃（CV：赤尾光）、白井夢結（CV：夏吉優子）
《GROWING*》（第8話）
作詞：安藤紗紗；作曲：俊龍；編曲：大和
主唱：一柳隊
《瞬目》（まばたき）（第9話）
作詞：安藤紗紗；作曲、編曲：大和
主唱：一柳結梨（CV：伊藤美來）
插入曲
（第12話）
作詞、作曲、編曲：

### 各話列表
| 話數   | 日文標題 | 中文標題                                                          | 劇本     | 分鏡                 | 演出       | 作畫監督                                                           |
| ------ | -------- | ----------------------------------------------------------------- | -------- | -------------------- | ---------- | ------------------------------------------------------------------ |
| 第1話  |          | 睡蓮 WATER LILY Purely of heart ― 尚未成為任何人的我              | 佐伯昭志 | 佐伯昭志、長原圭太   | 長原圭太   | 潮月一也、、淺井昭人                                               |
| 第2話  |          | 鈴蘭 LILY OF THE VALLEY Return of happiness ― 令人喜悅的重逢      | 佐伯昭志 | 大谷肇               | 大谷肇     | 和田賢人、細田沙織                                                 |
| 第3話  |          | 勿忘草 FORGET-ME-NOT True love, memories ― 睫毛下盈滿淚水         | 佐伯昭志 | 德野雄士、佐伯昭志   | 德野雄士   | 伊藤良明、淺井昭人、清水勝祐                                       |
| 第4話  |          | 金木樨 FRAGRANT OLIVE A person of eminence ― 兩人的射程           | 佐伯昭志 | 村山公輔、大谷肇     | 淺見隆司   | 細田沙織、和田賢人、鮫島壽志、清水勝祐                             |
| 第5話  |          | 綠玉藤 JADE VINE Forget me not ― 請只想著我                       | 佐伯昭志 | 長原圭太             | 長原圭太   | 高野晃久、佐藤隼也、秋葉徹                                         |
| 第6話  |          | 紫花地丁 VIOLET Daydreaming,You occupy my thoughts ― 無法忘記之人 | 佐伯昭志 | 大谷肇               | 大谷肇     | 淺井昭人、宮井加奈、清水勝祐                                       |
| 第7話  |          | 小蒼蘭 FREESIA Innocence ― 保持初生之心                           | 佐伯昭志 | 二宮壯史、佐伯昭志   | 宮崎修治   | 伊藤良明、細田沙織、秋葉徹、野道佳代、清水勝祐                     |
| 第8話  |          | 山茶花 CAMELLIA You're flame in my heart ― 坦誠相待的妳           | 佐伯昭志 | 村山公輔             | 宮本幸裕   | 綾部美穗、松崎嘉克、和田賢人、河島久美子、宮井加奈、たかおかきいち |
| 第9話  |          | 波斯菊 COSMOS The joys that love life can bring ― 鍾愛的每一天    | 佐伯昭志 | 宮崎修治、岡田堅二朗 | 岡田堅二朗 | 淺井昭人、清水勝祐、鮫島壽志、細田沙織                             |
| 第10話 |          | 銀蓮花 ANEMONE Believe in you and wait ― 一日千秋                 | 佐伯昭志 | 德野雄士             | 德野雄士   | 細田沙織、河島久美子、宮崎修治、松崎嘉克、大橋勇吾                 |
| 第11話 |          | 百合 LILY Purity ― 一心一意                                       | 佐伯昭志 | 大谷肇               | 大谷肇     | 清水勝祐、綾部美穗、伊藤良明、和田賢人、大橋勇吾、鮫島壽志         |
| 第12話 |          | 花束 BOUQUET Flower Language ― 花詩                               | 佐伯昭志 | 佐伯昭志             | 長原圭太   | 潮月一也、浅井昭人、細田沙織、村山公輔                             |

### 藍光光碟
| 卷數 | 發售日期      | 收錄話數       | 商品編號   |
| ---- | ------------- | -------------- | ---------- |
| 1    | 2021年1月27日 | 第1話－第3話   | BRMM-10341 |
| 2    | 2021年2月24日 | 第4話－第6話   | BRMM-10342 |
| 3    | 2021年3月24日 | 第7話－第9話   | BRMM-10343 |
| 4    | 2021年4月28日 | 第10話－第12話 | BRMM-10344 |

## 短篇動畫
2021年1月12日的「突擊莉莉 企劃發表會」宣佈將製作新作短篇動畫，製作公司與電視動畫同樣為SHAFT。2021年3月21日，宣佈動畫標題為《突擊莉莉 Fruits》（日語：アサルトリリィ ふるーつ），預定於2021年7月開始在網路播放。
2021年7月20日起每逢隔週星期二在遊戲《突擊莉莉 Last Bullet》內播放。同時7月22日起每逢隔週星期四在突擊莉莉官方的YouTube頻道上播放。

## 漫畫
以《突擊莉莉 League of Gardens -full bloom-》為題的漫畫於2020年7月8日發售的《月刊BUSHIROAD》雜誌2020年8月號開始連載。於2021年1月8日發售單行本。

## 小說
小說《突擊莉莉～一柳隊，出擊！～》於2015年6月發售單行本。網路媒體電擊HOBBY WEB連載的外傳小說《突擊莉莉 ARMS》於2017年7月發售單行本。

## 手機遊戲
於iOS、Android等手機平台推出的《突擊莉莉 Last Bullet》是以《突擊莉莉》為主題的手機戰鬥角色扮演遊戲，收錄《突擊莉莉》系列角色。於2021年1月20日推出。

## 舞台劇

### 私立露朵比可女學院版
與演劇集團「私立露朵比可女學院」合作的舞台劇於2016年起開演。腳本、演出為桜木さやか。2020年宣布再演，內容有些許變更，腳本不變、演出為桜木さやか及林修司。
2018年起私立露朵比可女學院與人狼TLPT合作的人狼TLPT S版開演。人狼TLPT企劃為櫻庭未那，人狼TLPT構成為屬結司，遊戲指導為兒玉健。
| 上演日                   | 標題                                     | 簡稱           | 會場               |
| ------------------------ | ---------------------------------------- | -------------- | ------------------ |
| 2016年4月16日 - 24日     | vol.1『Schwester的祈禱（）』             | 露朵女版 vol.1 | サンモールスタジオ |
| 2016年9月16日 - 25日     | vol.2『Schwester的秘密（）』             | 露朵女版 vol.2 | サンモールスタジオ |
| 2017年3月1日 - 5日       | vol.3『Schwester的誓言（）』             | 露朵女版 vol.3 | 中野ザ・ポケット   |
| 2018年2月7日 - 12日      | 人狼TLPT S『未来への十字架』             | 人狼版I        | 新宿村LIVE         |
| 2018年9月21日 - 27日     | vol.4 『白きレジスタンス〜約束の行方〜』 | 露朵女版 vol.4 | シアターグリーン   |
| 2019年2月8日 - 17日      | 人狼TLPT S『未来への十字架II』           | 人狼版II       | 萬劇場             |
| 2019年11月29日 - 12月3日 | vol.5 『白きレジスタンス〜真実の刃〜』   | 露朵女版 vol.5 | 新宿村LIVE         |
| 2021年5月27日 - 6月6日   | Schwester的祈禱（）                      | 再演版 vol.1   | シアターグリーン   |
| 2021年10月15日 - 24日    | Schwester的秘密（）                      | 再演版 vol.2   | 中野ザ・ポケット   |

### 武士道版
2020年起開演。以一柳隊為故事中心。腳本為桜木さやか，演出分別為林修司、松崎史也、佐野瑞樹。
| 上演日               | 標題                               | 簡稱      | 會場                  |
| -------------------- | ---------------------------------- | --------- | --------------------- |
| 2020年1月9日 - 15日  | 『Assault Lily League of Gardens』 | 舞台劇LoG | 新宿FACE              |
| 2020年9月3 - 13日    | 『Assault Lily The Fateful Gift』  | 舞台劇TFG | 東京建物 Brillia HALL |
| 2022年1月20日 - 30日 | 『Assault Lily Lost Memories』     | 舞台劇LM  | サンシャイン劇場      |

### 御台場女學校版
在「Assault Lily The Fateful Gift」中，發布了後續故事的「御台場女學校篇」的上演消息。腳本為桜木さやか，演出分別為桜木さやか及佐野瑞樹。
| 上演日               | 標題                                                 | 會場                               |
| -------------------- | ---------------------------------------------------- | ---------------------------------- |
| 2021年8月20日 - 29日 | Assault Lily 御台場女學校篇 -The Singular Ability-   | 紀伊國屋ホール                     |
| 2022年2月17日 - 28日 | Assault Lily 御台場女學校篇 -The Empathy Phenomenon- | 紀伊國屋サザンシアター TAKASHIMAYA |

## 網路連載
網路媒體電擊HOBBY WEB於2020年2月開始連載《真島百由的超兵器工房～御臺場女學校篇》。

## 外部連結
- 《突擊莉莉》官方網站 （页面存档备份，存于）（日語）
- 舞台劇《Bushiroad presents 舞台「Assault Lily League of Gardens」》官方網站 （页面存档备份，存于）（日語）
- 電視動畫《突擊莉莉 BOUQUET》官方網站 （页面存档备份，存于）（日語）
- 電子遊戲《突擊莉莉 Last Bullet》官方網站 （页面存档备份，存于）（日語）